# Benjamin-Ono-Gleichung
Die Benjamin-Ono-Gleichung (BO-Gleichung) ist eine nichtlineare partielle Differentialgleichung (Evolutionsgleichung) mit Solitonenlösung. Sie ist exakt integrabel und eine Integro-Differentialgleichung der Form:
{\displaystyle u_{t}+H(u_{xx})+2uu_{x}=0}
wobei {\displaystyle H} die Hilbert-Transformation ist:
{\displaystyle Hf(x)={\frac {1}{\pi }}\operatorname {CH} \int _{-\infty }^{\infty }{\frac {f(y)}{y-x}}dy}
und {\displaystyle \operatorname {CH} } für den Cauchyschen Hauptwert steht. Tiefgestellte Indizes bedeuten partielle Ableitungen.
Die Benjamin-Ono-Gleichung ist durch Inverse Streutransformation (IST) exakt lösbar und wurde 1967 zur Beschreibung interner Wasserwellen in großer Tiefe eingeführt. Innere Wellen entstehen z. B. an Grenzflächen von Flüssigkeitsschichten unterschiedlicher Dichte.
Sie ist nach H. Ono und Brooke Benjamin benannt.

## Intermediate Long Wave-Gleichung
Zur Beschreibung innerer Wellen wird manchmal auch die ILW (Intermediate Long Wave)-Gleichung benutzt. Sie ist ebenfalls eine Integro-Differentialgleichung mit einem singulären Integraloperator, besitzt jedoch gegenüber der Benjamin-Ono-Gleichung zusätzlich einen Term {\displaystyle {\frac {u_{x}}{\delta }}}, in dem die Konstante {\displaystyle \delta } die Tiefe angibt:
{\displaystyle u_{t}+{\frac {u_{x}}{\delta }}+T(u_{xx})+2uu_{x}=0}
mit dem Integraloperator (Faltung von {\displaystyle u_{xx}} mit Kotangens hyperbolicus)
{\displaystyle T(f(x))={\frac {1}{2\delta }}\operatorname {CH} \int _{-\infty }^{\infty }\coth({\frac {\pi }{2\delta }}(y-x))f(y)dy}
Für {\displaystyle \delta \rightarrow \infty } (tiefes Wasser) geht die Intermediate Long Wave-Gleichung in die Benjamin-Ono-Gleichung über und für {\displaystyle \delta \rightarrow 0} (flaches Wasser) in die Korteweg-de-Vries-Gleichung. Die IST für die ILW vermittelt zwischen den IST-Schemen dieser beiden Grenzfälle.
Das IST-Schema der Benjamin-Ono-Gleichung hat eher die Form eines IST-Schemas für mehrdimensionale Probleme (zwei Dimensionen). Die Untersuchung von ILW- und BO-Gleichung ist deshalb auch mathematisch von Interesse für den Übergang von ein- zu mehrdimensionalen IST-Schemen.
Es gibt Varianten der Gleichung, die auch exakt integrabel sind.